# Sota terra
Sota terra era un programa de televisió d'entreteniment i divulgació emès per TV3. El primer programa es va emetre el juny de 2010 en horari de màxima audiència i se'n van emetre un total de dues temporades. El conductor del programa era Fermí Fernàndez. Segons els productors, el programa intentava «explicar de manera divulgativa la història de Catalunya a través de l'arqueologia i fer-ho abastant tot el territori i reflectint-ne també la riquesa dialectal.»
En cada programa el presentador i un equip d'arqueòlegs i/o paleontòlegs es plantejaven una hipòtesi històrica que calia resoldre. I es busca la resposta sota terra en 3 dies. El programa intentava explicar el treball dels arqueòlegs, així com els seus recursos, eines i procediments. El format del programa estava basat en la sèrie de televisió britànica Time Team, que es va emetre de 1991 a 2013.

## Equip
El programa estava presentat per Fermí Fernàndez, amb l'assessorament d'Eudald Carbonell. També hi van participar un equip d'arqueòlegs.
- Fermí Fernàndez: presentador
- Eudald Carbonell: assessorament
- Jordi Amorós: arqueòleg
- Joan Eusebi Garcia Biosca: arqueòleg medievalista
- Gemma Caballé :arqueòloga
- Jordi Rosell: arqueòleg
- Roser Marsal: estudiant d'història

## Programes

### Primera temporada
Els temes tractats durant la primera temporada foren els següents:
| Capítol | Títol                                                      | Localitat           | Dia d'emissió | Ref    |
| ------- | ---------------------------------------------------------- | ------------------- | ------------- | ------ |
| 1       | Arnau Mir de Tost: el primer croat                         | Àger                | 07/06/2010    | [ 3 ]  |
| 2       | Excavant als escenaris de la batalla de l'Ebre             | Corbera d'Ebre      | 14/06/2010    | [ 4 ]  |
| 3       | La Boella: esbudellar un mamut                             | La Boella           | 21/06/2010    | [ 5 ]  |
| 4       | Cabrera de Mar, Ilturo: ciutat o vila romana?              | Cabrera de Mar      | 28/06/2010    | [ 6 ]  |
| 5       | Domus del Pi: la casa més antiga de Catalunya              | Vilanova de Sau     | 05/07/2010    | [ 7 ]  |
| 6       | Batalla de Talamanca 1714: la darrera victòria catalana    | Talamanca           | 12/07/2010    | [ 8 ]  |
| 7       | Camp dels Ninots: el paisatge fa tres milions i mig d'anys | Caldes de Malavella | 19/07/2010    | [ 9 ]  |
| 8       | Colònies industrials: la vida a la llera del riu           | Puig-reig           | 02/08/2010    | [ 10 ] |
| 9       | Empúries. La ciutat i el mur: eixample o gueto?            | Empúries            | 09/08/2010    | [ 11 ] |
| 10      | Abric Romaní                                               | Capellades          | 16/08/2010    | [ 12 ] |
| 11      | Els Vilars d'Arbeca                                        | Vilars d'Arbeca     | 23/08/2010    | [ 13 ] |
| 12      | Carrer Ripoll 25, Barcelona                                | Barcelona           | 30/08/2010    | [ 14 ] |
| 13      | Nivell de deixalles                                        | Vacarisses          | 06/09/2010    | [ 15 ] |

De mitjana la primera temporada va tenir una audiència de 361.000 espectados, amb una quota de pantalla del 13,8%

### Segona temporada
Els temes tractats durant la segona temporada foren els següents:
| Capítol | Títol                                              | Localitat         | Dia d'emissió | Ref    |
| ------- | -------------------------------------------------- | ----------------- | ------------- | ------ |
| 1       | Naufragi al Delta de l'Ebre                        | Deltebre          | 22/01/2012    | [ 17 ] |
| 2       | Santa Maria de Vallsanta: el monestir dels enigmes | Guimerà           | 29/01/2012    | [ 18 ] |
| 3       | Cabrera: el retorn a la ciutat romana              | Cabrera de Mar    | 05/02/2012    | [ 19 ] |
| 4       | Tàrrega, una història sagnant                      | Tàrrega           | 12/02/2012    | [ 20 ] |
| 5       | Dinosaures als Pirineus                            | Isona             | 19/02/2012    | [ 21 ] |
| 6       | Oristà: romans al Lluçanès                         | Oristà            | 26/02/2012    | [ 22 ] |
| 7       | Drassanes de Barcelona: Una joia gòtica?           | Barcelona         | 04/03/2012    | [ 23 ] |
| 8       | Balaguer: una ciutat musulmana per descobrir       | Balaguer          | 11/03/2012    | [ 24 ] |
| 9       | Caldes de Montbui: 2000 anys de termalisme         | Caldes de Montbui | 18/03/2012    | [ 25 ] |
| 10      | Roses: La porta d'entrada dels grecs a Catalunya   | Roses             | 25/03/2012    | [ 26 ] |
| 11      | Coves del Toll: Hienes, ossos i neandertals        | Moià              | 01/04/2012    | [ 27 ] |
| 12      | Turó del Montgros: Anníbal al Montseny?            | El Brull          | 15/04/2012    | [ 28 ] |
| 13      | Castell de Miravet: El setge dels Templers         | Miravet           | 22/04/2012    | [ 29 ] |

## La cuina de la història
Cada capítol incorporava una secció de cuina, on es parlava de la cuina del passat, amb l'assessorament de Lluís Garcia Petit. En cada capítol es presentava una recepta relacionada amb el període històric tractat.